# Famille Mazaman
 (août 2024).
La famille Mazaman est une famille patricienne de Venise, originaire d'Aquilée.

## Historique
Des membres de cette famille ont été tribuns antiques.
Une branche demeura à Venise et s'étint, une autre partit dans la colonie de Candie.
Gabriele Mazaman revint de Candie en 1412 pour se produire devant le Maggior Consiglio, mais avec lui la famille s'éteignit.

## Armes

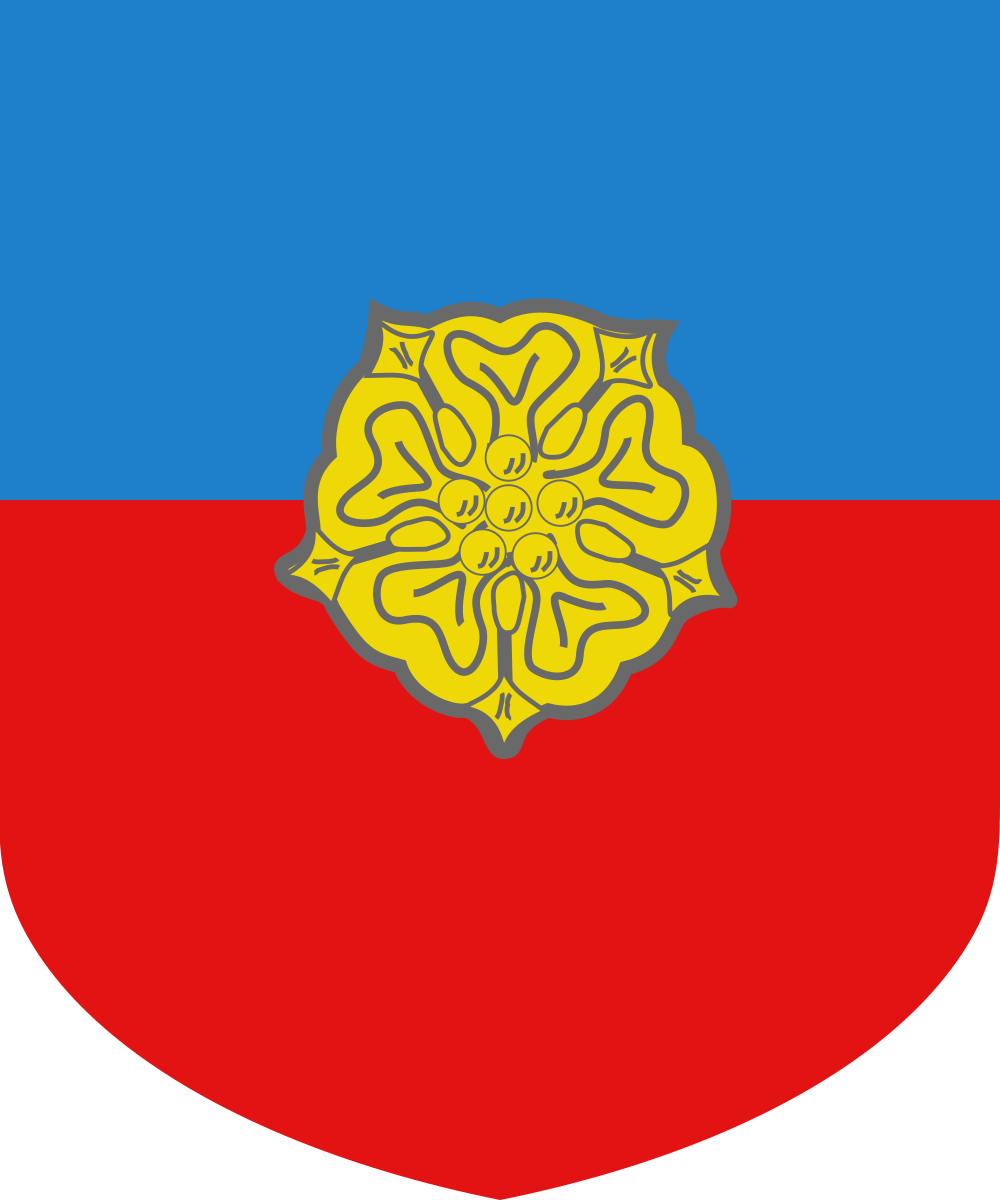
Armes de la famille.

Les armes de la famille se blasonnent ainsi : Coupées d'azur sur gueules à une rose d'or brochant sur le coupé ou encore : parti d'or et d'azur à une rose de gueules brochant sur le parti.